# Qatar Ladies Open 2005
Il Qatar Ladies Open 2005 è stato un torneo di tennis giocato sul cemento. È stata la 5ª edizione del Qatar Ladies Open, che fa parte della categoria Tier II nell'ambito del WTA Tour 2005. Si è giocato al Khalifa International Tennis Complex di Doha in Qatar, dal 21 al 27 febbraio 2005.

## Campioni

### Singolare
Marija Šarapova ha battuto in finale  Alicia Molik con il punteggio di 4–6, 6–1, 6–4

### Doppio
Francesca Schiavone /  Alicia Molik hanno battuto in finale  Cara Black /  Liezel Huber con il punteggio di 6–3, 6–4